# Восток (озеро)
Восто́к — крупнейшее подлёдное озеро в Антарктиде.
Озеро Восток расположено в районе антарктической станции «Восток» (77° южной широты, 105° восточной долготы) под ледяным щитом толщиной около 4000 м и имеет размеры приблизительно 250×50 км. Предполагаемая площадь 15,5 тыс. км². Глубина более 1200 м. Объём воды — около 5400 км³.
Озеро Восток уникально прежде всего тем, что, возможно, находилось в изоляции от окружающей среды на протяжении нескольких миллионов лет. Естественным изолятором озера служил и служит четырёхкилометровый ледяной панцирь над ним. Как полагают учёные, в водах озера могут обитать живые организмы, ибо в нём имеются все необходимые для жизни факторы:
- Пресная вода, содержание кислорода в которой (как утверждается автором заметки "Кто живет в антарктическом озере", издание "Наука и жизнь", №4, 2013 г, стр. 12) примерно в 50 раз выше, чем в обычной пресной воде[источник не указан 3621 день]. Кислород в воду озера доставляют постепенно опускающиеся в глубины верхние слои льда.
- Температура воды весьма высокая — до 10 °C в глубине[источник не указан 3826 дней]. Тепло озеро получает, скорее всего, от подземных геотермальных источников. Температура на границе вода-лёд составляет −3 °C[8].
- Давление воды в озере, согласно расчётам, более 300 атмосфер (давление создаётся толщей льда), но микроорганизмы могли приспособиться к таким условиям.
- Микроорганизмы, приспособленные к жизни в таких условиях, могут обладать уникальными свойствами, поскольку были изолированы от земной биосферы в течение очень длительного срока, а значит и эволюционные процессы там протекали независимо.

Название озеро получило от советской (теперь российской, с международным экипажем) научной станции Восток, работающей в этом районе с 1957 года.
Открытие озера Восток — одно из крупнейших географических открытий второй половины XX века.
Всего на 2007 год в Антарктике обнаружено более 140 подледниковых озёр.

## История открытия
Существование этого озера, как и других подлёдных озёр, опираясь на данные исследований и теоретические обоснования, было предсказано Андреем Капицей ещё в 1955—1957 годах, но считается, что само открытие произошло относительно недавно, в 1996 году, усилиями российских полярников.

### Теоретические обоснования
Мысль о том, что при очень большой толщине ледника температура у его нижней границы может стать равной температуре плавления льда, известна с конца XIX века. Она следовала из представлений Петра Кропоткина, полагавшего, что в толще крупных, холодных сверху ледников, где не сказываются временные колебания температуры, последняя линейно повышается с глубиной, как это происходит в скважинах, пробурённых в других горных породах.
Исходя из этого положения, уже в 1950-х годах океанолог Николай Зубов ввёл понятие критической толщины ледника, при которой у его дна достигается температура плавления льда (при соответствующем давлении). Он был первым, кто высказал предположение о том, что необычайно большая толщина ледниковых щитов в удалённых от берегов местах, обнаруженная при первых сейсмических исследованиях ледников в Антарктиде, может послужить причиной существования воды в нижних частях, даже когда температура льда на поверхности очень низка.
В 1955 году английский гляциолог Гордон Робин опубликовал ставшую классической работу, в которой показал, что поле температуры формируется в толстых антарктических ледниках под сильным воздействием вертикального переноса холода опускающимися вниз частичками льда, и отнюдь не линейно. Поэтому использовать подход Зубова для оценки условий в глубинах таких ледников нельзя.
В 1961 году Игорем Зотиковым были проведены теплофизические расчёты, основанные на решении уравнения теплопроводности в леднике, рассматриваемом как движущаяся жидкость. Учтён был и конвективный перенос холода сверху вниз. На этой основе проанализированы данные о ледниковом покрове центральной части Восточной Антарктиды, полученные в первых четырёх советских антарктических экспедициях (САЭ), и показано, что по профилю от станции Мирный к станции Восток и далее к Южному географическому полюсу центральные области ледникового покрова Антарктиды находятся в условиях, когда отвод тепла от нижней поверхности ледника вверх из-за большой его толщины очень мал. В связи с этим часть геотермического потока должна постоянно затрачиваться на непрерывное таяние у границы лёд — твёрдое ложе. В тех же работах было приведено рассчитанное из указанных выше соображений поле температур по всей толщине льда под станцией Восток и показано, что температура льда у его нижней границы равна температуре плавления (−2 °C) при давлении у ложа более 300 атмосфер. Вывод: талая вода в виде сравнительно тонкой плёнки выдавливается в те места, где толщина ледника меньше, и намерзает там вновь, двигаясь к краям ледника уже в виде льда. В отдельных углублениях подлёдного ложа эта вода может скапливаться в виде озёр под самой толстой центральной частью Антарктического ледяного щита.
Таким образом, возникла гипотеза, что подо льдом Антарктиды, на площади, почти равной площади Европы, разливается море пресной воды. Она должна быть богата кислородом, который доставляют постепенно опускающиеся в глубины верхние слои льда и снега. И очень может быть, что в этом подледниковом озере есть жизнь. Была составлена расчётная карта областей непрерывного таяния у ложа в центральной части ледникового покрова Антарктиды. Из карты следовало, что станции Восток, Амундсен-Скотт, Бэрд находятся в областях, где идёт непрерывное донное таяние, и можно ожидать, что здесь существуют подледниковые озера.
Впервые реальные подтверждения гипотезы И. А. Зотикова были получены в результате бурения самой глубокой в 1960-е годы скважины (два с лишним километра) на американской станции Бэрд, которая относилась к области, где должно было происходить подледниковое таяние. Когда бур достиг дна ледника, в скважину хлынула пресная вода.
Признание факта постоянного донного таяния и подледниковой воды в центральной части Антарктиды в дальнейшем создало новые подходы к реконструкции четвертичных ледниковых покровов, поискам скоплений полезных ископаемых (в особенности нефти и газа), выдавливаемых к краям ледников водой, оно стало главным теоретическим фактором отклонения проекта захоронения радиоактивных отходов на дне ледникового покрова в Центральной Антарктиде.

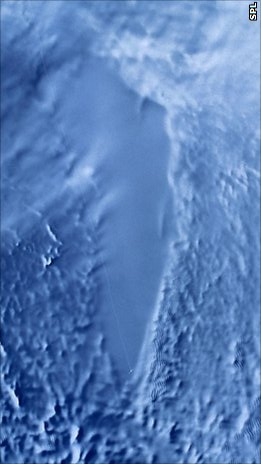
Радиолокационное изображение, полученное со спутника RADARSAT (фото NASA)

### Дистанционное зондирование в районе станции Восток
Сейсмическое зондирование ледникового щита под станцией Восток, проведённое под руководством Андрея Капицы в 1959 и 1964 годах, позволило определить его толщину. При этом оказалось, что помимо главного пика отражения от дна ледника в приёмном сигнале выявлялся ещё один. Тогда он был интерпретирован как отражение от нижней границы слоя осадочных пород под ледником. Позже возникло предположение, что это был сигнал отражения от границы льда с водой.
В период 1971—1978 годах Институтом полярных исследований имени Скотта было выполнено аэрорадиолокационное профилирование. Его данные чётко указывали на наличие подледникового водоёма неординарного размера. В сезон 33 РАЭ, 7 ноября 1987 года, в рамках аэрогеофизических работ ПМГРЭ мелкого масштаба в центральной Антарктиде, на самолёте Ил-18 был выполнен перелёт по маршруту станция Молодёжная — горы Принс-Чарльз — станция Восток — станция Молодёжная. На подлёте к станции Восток были зарегистрированы отражения, сходные с получаемыми над шельфовыми ледниками. В 1995 году (41 РАЭ) после совещания в Кембридже ПМГРЭ совместно с РАЭ начала планомерное изучение этого природного объекта посредством наземных геофизических методов. Начало положили сейсмические зондирования методом отражённых волн (МОВ), затем, с 1998 года в комплексе с ними начало выполняться наземное радиолокационное профилирование. Цель этих работ состояла в определении морфометрических характеристик озера Восток как географического объекта.

## Попытки достичь озера

### Начальный этап
Бурение скважины, получившей название 5Г, и предпринятой с целью палеоклиматических исследований, началось в 1989 году исследователями совместной экспедиции советских, французских и американских учёных на базе станции Восток. Начиная с глубины 3539 м, достигнутой к 1996, химический и изотопный состав льда и его кристаллографическая структура существенно изменились — оказалось, что этот лёд представляет собой замороженную воду подлёдного озера. В исследованиях участвуют шесть научных групп, в состав которых входят сотрудники НИИ и университетов двух стран — России и Франции. В 2004 году Россия подписала с Францией Соглашение о создании Европейского научно-исследовательского объединения (ЕНИО), цель которого — «создание архива климатических и биологических данных, выполнение экзобиологических исследований антарктических подледниковых озёр на основе изучения ледяных кернов Восточной Антарктиды».
Бурение к 1999 году было проведено до глубины 3623 м. Образцы льда с этой глубины имели возраст около 430 тыс. лет, поэтому предполагается, что озеро было закупорено льдом не менее 500 тыс. лет назад.

### Приостановка бурения (1999—2006)
Бурение было приостановлено в 1999 году приблизительно в 120 м от предполагаемой поверхности озера, чтобы не допустить загрязнения воды, которое может навредить уникальной экосистеме озера. Опасения в этом отношении по поводу применяемых методов бурения высказывались неоднократно, в основном иностранными организациями и учёными, в том числе по политическим мотивам. Указывается на использование керосина, фреона и этиленгликоля при бурении скважины и возможность их попадания в озеро. Российские специалисты возражают, что методика бурения безопасна, одобрена на 26-м Консультативном совещании договора по Антарктике в Мадриде в 2003 году и уже прошла испытания в Гренландии.
В 2003 году в петербургском Горном институте была разработана новая технология, и в 2006 году работы по глубокому бурению были возобновлены.

### Завершающий этап (2006—2013)
В рамках 52-й Российской антарктической экспедиции (2006—2007) в конце декабря 2006 было возобновлено бурение и получен первый ледяной керн с глубины 3650,43 метра.
Всего за сезонные работы в 2006—2007 годах планировалось извлечь 75 метров ледового керна. Однако термобуровой снаряд из-за технической неисправности лебёдки и кабеля пришлось остановить на отметке 3665 метров — до поверхности озера осталось ещё около 85 метров (погрешность в расчётах плюс-минус 20 м). Забор проб воды из подледникового озера Восток планировалось провести в рамках Международного полярного года в сезоне 2008—2009 годов.

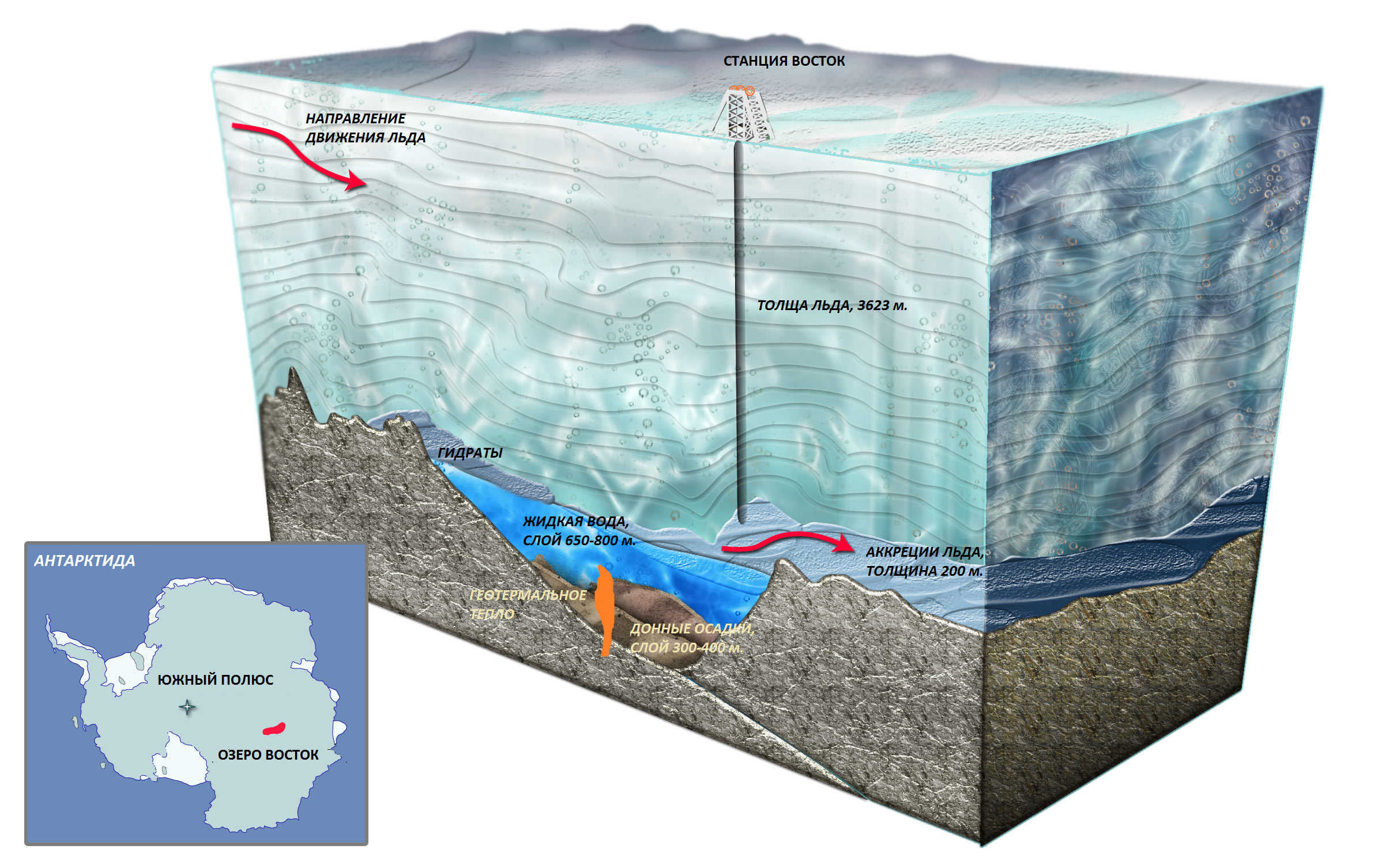
Схема бурения скважины озера Восток

В антарктическом сезоне 2008 года опять произошла авария — оборвался буровой снаряд. В январе 2009 года российские буровики, выполнив все необходимые подготовительные работы по расширению диаметра ледяной скважины, приступили к операции по «захвату» бурового снаряда с целью его подъёма на поверхность.
По информации 54-й Российской антарктической экспедиции от 22 января 2009 года, на станции Восток продолжались гляцио-буровые работы. После расширения ствола скважины до 138 мм в забойную зону доставлено 300 л этиленгликоля, подготовлено устройство для извлечения аварийного снаряда. Однако после этих мер подвижки аварийного снаряда пока не наблюдается. В случае если движения снаряда не произойдёт, начнется бурение в обход с глубины 3580 м — до поверхности озера при этом останется 170 метров.
22 марта 2010 года начальник Росгидромета Александр Фролов отметил, что проникнуть в воды озера планируется зимой 2010—2011 года, когда в южном полушарии будет лето.
По состоянию на 3 февраля 2011 года глубина скважины составила 3714,24 м.
Точная глубина ледника неизвестна, примерная глубина составляет от 3730 до 3770 метров. При текущей скорости бурения, составляющей 2,2 метра в сутки, необходимо было потратить ещё от 16 до 32 дней для проникновения в озеро. Однако вместе с окончанием летнего сезона в Антарктике в конце февраля работы были отложены до декабря 2011 года, 7 февраля 2011 года скважина была законсервирована до следующего года. Буровой снаряд был остановлен на отметке 3720 метров.
Планировалось, что в декабре 2011 года ученые снова пробурят свежий лед, полученный непосредственно из озерной воды, отдадут его для анализа геохимикам, кристаллографам и микробиологам и на этом работы вновь прекратятся. В декабре 2011 года на место прибыла новая экспедиция под руководством профессора Николая Васильева.
На 11 часов 12 января 2012 года глубина скважины достигла 3737,5 метра. Бурение велось круглосуточно — в этом сезоне российские полярники рассчитывали вскрыть ледник и проникнуть в подледниковое озеро Восток. До цели оставалось чуть более десятка метров.
17-19 января бурение было остановлено с целью проведения геофизических измерений и вспомогательных работ. Специалисты выполнили видеосъёмку ствола скважины с помощью специальной глубоководной камеры с объективом типа «рыбий глаз» и ИК-подсветкой. Проводилось разбуривание нижнего участка ствола скважины и калибровка нижнего участка скважины в интервале 3680—3719 метров. В конце января, к окончанию буровых работ, ожидалось прибытие на станцию «Восток» специального представителя президента РФ, члена Совета Федерации, известного полярника Артура Чилингарова.
5 февраля 2012 года, на глубине 3769,3 метров, учёные завершили бурение и достигли поверхности подлёдного озера.

Согласно новой технологии, предварительно создается эффект недокомпенсации давления столба заливочной жидкости в скважине, в результате чего за счет разницы давления вода из озера после проникновения поднимается наверх на величину недокомпенсации давления и благополучно замерзает в скважине. Потом, в следующем сезоне, она разбуривается, и эта свежезамороженная вода поступает для анализа в научные лаборатории.
— Валерий Лукин
10 января 2013 года получен первый керн из прозрачного озерного льда длиной 2 метра.

### Дальнейшие исследования
Примёрзшую к буру воду озера доставили для анализа в Лабораторию генетики эукариот Петербургского института ядерной физики (ПИЯФ). В сентябре 2012 Сергей Булат, заведующий группой криоастробиологии Лаборатории генетики эукариот, заявил: «Были найдены четыре вида бактерий, которые относятся к контаминантам (загрязняющим микроорганизмам). Такие же бактерии были найдены в буровой жидкости, а озёрная вода с бура была обмыта этой грязной буровой жидкостью, ещё два вида бактерий из образцов были найдены на человеке. То есть ничего интересного. Генеральное заключение такое: наверху (в снежном покрове) клеток нет, в озерном льду тоже нет клеточных популяций — там безжизненно. Вода может что-то содержать».
В следующем антарктическом сезоне (декабрь 2012 — январь 2013 года) к середине мая 2013 года замёрзший ледяной керн был доставлен для анализа в Россию.

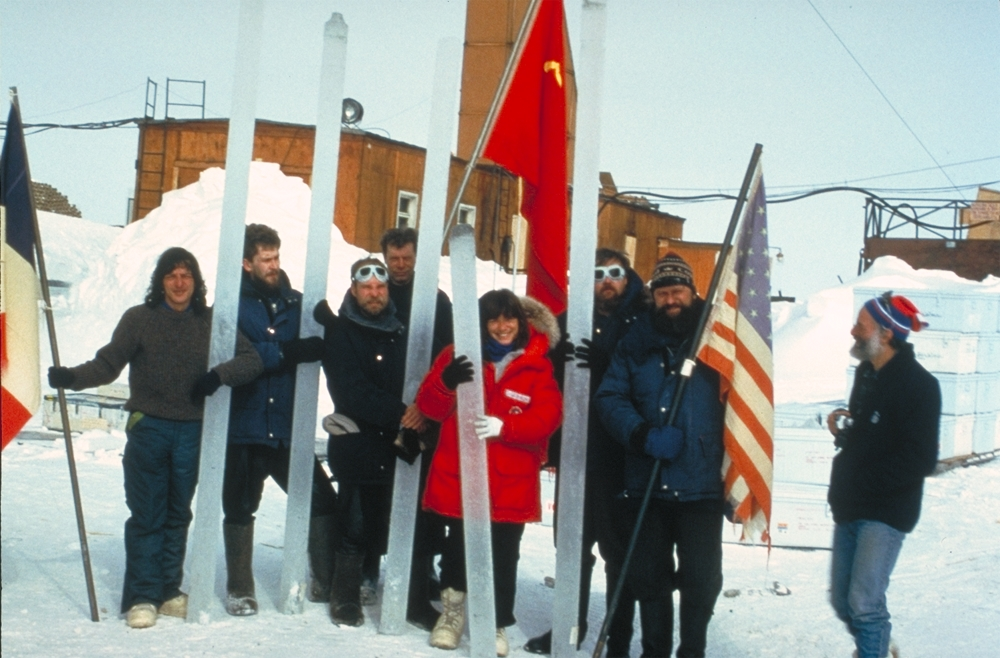
Международная группа исследователей

11 марта 2013 года Арктический и Антарктический НИИ Росгидромета (ААНИИ) после исследования образцов воды, полученных в мае 2012 года, выпустил заявление, в котором говорится об обнаружении неизвестного науке типа бактерий в подледниковом озере Восток в Антарктиде, которое в течение миллионов лет было изолировано от внешнего мира 4-километровым слоем льда и которое является единственным в своем роде земным аналогом подлёдных океанов спутников Юпитера (Европа, Ганимед, Каллисто) или Сатурна (Энцелад). В озере могут обитать микробы-хемолитоавтотрофы, извлекающие энергию из окислительно-восстановительных реакций, а не органических веществ. Если биологи подтвердят реальность своей находки (более чистые образцы воды будут доступны для исследований в мае 2013 года, а новые образцы воды из приповерхностных слоев озера Восток будут взяты не раньше декабря 2013 года), то научный мир впервые сможет приступить к изучению бактерий, способных существовать в самых экстремальных условиях, в том числе и в подледных океанах Европы и Энцелада.
В июле 2013 года были опубликованы результаты исследования проб льда из скважины методами метагеномики. Из проб удалось выделить 3507 уникальных последовательностей ДНК, для 1623 из которых была установлена таксономическая принадлежность (до рода или вида). Около 94 % последовательностей принадлежат бактериям, 6 % — эукариотам (большинство из них — грибам), и всего две — археям. Несколько последовательностей принадлежат многоклеточным животным (коловратки, моллюск, членистоногие).
Поскольку некоторые из найденных бактерий являются паразитами рыб, исследователи предполагают, что в озере могут жить рыбы.
Критики (в их числе вышеупомянутый Сергей Булат) заявляют, что большая часть образцов, скорее всего, загрязнена или содержит остатки организмов, которые давно умерли и сохранились только благодаря толстому слою льда. Нахождение таких сложных животных, как рыбы, в экстремальных условиях озера они считают крайне маловероятным.
Следующий этап, проникновение в озеро с его исследованием приборами, планировали на 2013—2014 годы, однако повторное проникновение состоялось лишь 25 января 2015 года, в 13:12 мск. Вторая скважина получилась глубиной 3769,15 м, что на 15 сантиметров меньше первой. Расхождение объясняется некоторым отклонением от первоначального ствола. На этот раз озеро будет закупорено ледяной пробкой так, чтобы далее к нему имелся постоянный доступ. Исследование озера планировалось начать в 2016 году. А 8 февраля 2022 года сообщалось, что российские исследователи предполагают завершить бурение древнего льда на станции Восток, расположенной в районе подледникового озера Восток в Антарктиде, к марту 2023 года.

## Рельеф в районе озера
Ледник в районе озера Восток имеет в десять раз меньший уклон, чем в соседних районах.
Западнее плато находится резкий подъём (так называемый Ridge (Кряж) B-C), а восточнее — столь же резкий спуск. Такая структура характерна для шельфовых ледников.
Это послужило ещё одним подтверждением гипотезы существования озера.
В 2008 году наземные геофизические работы, продолжавшиеся с 1995 года, были завершены.
В ходе интерпретации всех имеющихся данных, в том числе материалов зарубежных исследований, была составлена наиболее подробная карта береговой линии озера, определены морфометрические характеристики его котловины и перекрывающего озеро ледника.
Толщина льда в разных частях озера составляет от 3800 м на севере до 4250 м на юге, перепад высот границы раздела составляет 450 м, тогда как на поверхности ледника перепад высот всего около 40 м. С более высокой северной стороны лёд тает, а с южной — намерзает. Абсолютные отметки раздела вода-лёд от −600 м в северной части до −150 м в южной.
Площадь подледникового озера Восток составляет 15790 км². В пределах его акватории выявлено 11 ледяных островов, общей площадью 365 км². Площадь наибольшего из них составляет 175 км². Попутно на окружающих оз. Восток территориях было выявлено 56 изолированных подледниковых водоёмов. Наибольший из них имеет площадь 129 км².
Озеро разделено на две части подводным гребнем. Глубина северной части составляет около 400 м, южной — около 800 м; глубина над гребнем порядка 200 м.
Недавние исследования показали, что в результате действия приливных сил поверхность вода-лёд колеблется с амплитудой 1—2 см. Это явление вызывает перемешивание воды и может быть существенным для выживания микроорганизмов.

### Олиготрофность экосистемы озера
Экосистема озера относится к субгляциальным (подлёдным) экосистемам, которые характеризуются крайне высокой степенью олиготрофности, то есть низкой концентрацией питательных веществ — такие экосистемы являются наиболее олиготрофными системами Земли. Причиной такого положения вещей являются следующие факторы:
- В большинстве экосистем Земли началом пищевой цепи являются автотрофные фотосинтезирующие организмы, которые синтезируют органические соединения из углекислого газа, используя энергию Солнца. Особенностью озера Восток (в отличие от озёр сухих долин Антарктики) является невозможность использования экосистемой солнечной энергии из-за крайне толстого покрывающего озеро слоя льда.
- Содержание органики в тающем льду крайне низко, то есть, в отличие от абиссальных экосистем (экосистем больших глубин океанов), в которых есть постоянный приток органики (детрита) из приповерхностной зоны фотосинтеза, гетеротрофы в субгляциальных системах не могут быть повсеместно распространены.

Таким образом, если жизнь в глубинах озера и есть, то образовать экосистему она может только при наличии притока энергии в химической форме (восстановленного неорганического субстрата), достаточных для нефотосинтезирующего синтеза органического вещества, то есть начальными звеньями пищевых цепей экосистемы должны быть хемосинтезирующие организмы. Возможным аналогом могут послужить экосистемы абиссальных выходов минерализованных гидротермальных флюидов (чёрных и белых курильщиков), привязанных к разломам земной коры.
Однако наличие или отсутствие источников таких субстратов весьма зависит от геологической природы Востока, которая в настоящий момент не ясна. Сейчас (2005) есть два предположения о его природе:
- рифтовая впадина — флюиды могут поступать;
- ледниковая эрозия — флюидов нет.

### Бактериальные пробы
Особенность Востока — «замерзание сверху», то есть намерзание льда, образованного верхними слоями воды, на подошву покрывающего его ледника. Естественно, что эти намёрзшие слои стали объектом исследований для определения численности и состава микрофлоры озера.
Результаты анализа проб льда из таких намороженных слоёв весьма противоречивы: во многих отмечается концентрация бактериальных клеток в 100—10 000 бактерий на см³, близкая к концентрации клеток в покрывающем намороженные слои льда, в некоторых отмечается более высокая концентрация.
Также неоднозначны и исследования ДНК-профилей. В некоторых пробах они аналогичны ДНК-профилям покрывающего льда, однако некоторые исследователи показали наличие ДНК-последовательностей, близких к ДНК термофильных и хемотрофных бактерий, что может указывать на наличие очагов геотермальной активности в озере.
Анализ первых проб воды озера осуществлялся около года, после чего, в марте 2013 года, было заявлено об обнаружении нового класса морозостойких бактерий (среди них W123-10).

### Возможные аналоги экосистемы озера
Условия в подлёдном водоёме могут быть близки к условиям на Земле в период позднего протерозоя (750—543 млн лет назад), когда несколько раз происходили глобальные оледенения земной поверхности, продолжавшиеся до 10 млн лет (Земля-снежок).
Опыт исследования озера может быть полезен при исследовании спутников Юпитера Европы и Каллисто, а также спутника Сатурна Энцелада, на которых, по некоторым гипотезам, существуют аналогичные образования. Уже планируются миссии по исследованию внеземных подлёдных океанов, такие как JIME, EJSM, Лаплас — Европа П. Это может стать одним из наиболее многообещающих проектов поиска внеземной жизни.

## Озеро в культуре
В литературе

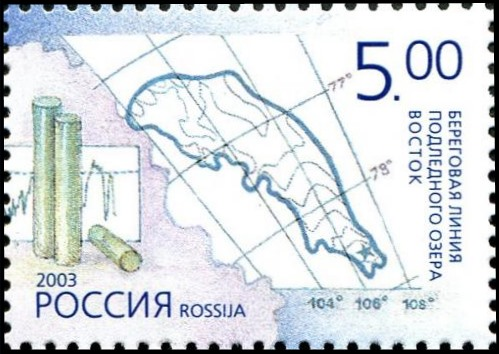
Береговая линия подледного озера Восток и ледяные цилиндры — пробы исследовательского бурения.

В фантастической повести Чарльза Стросса «Очень холодная война» часть действия происходит в озере Восток, где обнаружен межпланетный портал и необычные формы жизни.
В фантастическом романе Василия Головачёва «Атлантарктида» озеро Восток играет центральную роль, так как в нём обнаружено работоспособное сооружение древних антарктов-атлантов, способное глобально влиять на физическую реальность Земли, что вызывает конфликт интересов русских и американцев, каждый из которых пытается первым добраться до могущественного артефакта.

#### В филателии
В 2003 году в были выпущены почтовые марки из серии: «исследование Антарктиды». Одна из марок посвящена озеру Восток.